# Ivar Nordenfelt (läkare)
Ivar Martin Nordenfelt, född den 23 juni 1933 i Vänersborg, är en svensk läkare. Han är son till Olof Nordenfelt.
Nordenfelt avlade studentexamen i Jönköping 1952, medicine kandidatexamen i Lund 1955 och medicine licentiatexamen där 1961. Han promoverades till medicine doktor och blev docent i fysiologi vid Lunds universitet 1965. Nordenfelt var amanuens, assistent och biträdande lärare vid fysiologiska institutionen där 1955–1965. Han blev underläkare och vikarierande biträdande överläkare vid klinisk-fysiologiska laboratoriet på Lunds lasarett 1965 samt överläkare vid Centralsjukhuset i Kristianstad 1974.